# Lie to Me (canción de Depeche Mode)
Lie to Me es una canción del grupo inglés de música electrónica Depeche Mode compuesta por Martin Gore, publicada en el álbum Some Great Reward de 1984.

## Descripción
Es un punzante reclamo de decepción a la pareja, sentado sobre una melodía que se nutría cada vez de más nuevos elementos, en este caso el más llamativo el sampler de unas cuantas cuerdas que en realidad es el que conduce toda la canción.
La base sintética por el contrario es en realidad muy minimalista, optando por modulaciones medias bajas que emulan instrumentos de viento, acompañamiento disperso de efectos varios y con el persistente sonido de las cuerdas se torna en uno de los primeros auténticamente electroacústicos de DM, además del complemento vocal con el canto sostenido de Martin Gore para dar inicio a la coda.
La tendencia industrial del disco se oye también opacada, excepto quizás por algo de dureza en el efecto de percusión que es consistente toda la duración del tema.
Pero lo principal es su letra, sin concesiones, en la cual enmarca el adulterio e incluso pareciera hablar intrínsecamente del adulterio en las relaciones matrimoniales cuando ya se tiene una vida encaminada y los actos de deslealtad son aún más amargos, por lo cual sería uno de los temas más inconvenientes del disco que ya de por sí trata abiertamente cuestiones de descomposición social en el moderado núcleo inglés como la falta de compromiso, la homosexualidad o la pérdida de la fe en la religión.
Así, Lie to Me trata sobre descomposición en la base misma de la sociedad, la vida en pareja, en la cual alguien puede descubrirse engañado tras algún tiempo de relación pero al mismo tiempo se vuelve consciente de que no podrá conocer nunca la verdad de una mentira y en lugar de ello si es que se arriesga a continuar solo se enfrascará en más falsedades y un futuro lleno de promesas inciertas, como dice en la frase que se tomara para título del álbum “Make me think that at the end of the day Some Great Reward will be coming my way”, “Hazme creer que al fin del día una gran recompensa vendrá en mi camino”, conteniendo mucho de la frustración en que desembocan las relaciones afectivas.
De algún modo, sin ser una pieza especialmente producida, retomaba un poco la tendencia de DM al rock gótico, capitalizada poco después en su siguiente álbum, Black Celebration, por lo dramático de su letra y aún por la musicalización en notaciones más bajas, mientras su utilización tan eficaz del sampler de cuerdas algunos años después sería parte fundamental en la música del grupo, aunque cabe destacar que el primer tema en que emplearon el recurso fue Love, in Itself de tan solo un año antes, si bien fuera Lie to Me el que le diera una forma más consistente.
Por último, el discurso lírico del tema no está hecho en forma triste y acongojada, sino más bien de verdadero disgusto, de reproche, cuando ya no se espera nada bueno, lo cual lo hace aún más trágico y en verdad desesperanzador, aunque en realidad no fuese especialmente incómodo para los sectores conservadores como otros de la colección.

## En directo
La canción se interpretó solo durante la correspondiente gira Some Great Tour. La interpretación se hacía igual a como aparece en el álbum, aunque con todas las secuencias que lo componen producidas desde los sintetizadores.
Para la gira de 2005-06 Touring the Angel del álbum Playing the Angel se pretendió retomar Lie to Me en los conciertos, incluso existen ensayos de David Gahan grabados, pero eventualmente no se incluyó.
- Datos: Q5975247